# Germaine Michelet
Germaine Michelet, né le 10 décembre 1955 à Haute-Nendaz, est une skieuse alpine suisse qui a mis fin à sa carrière sportive à la fin de la saison 1976.

## Palmarès

### Coupe du monde
- Meilleur classement au Général : 47e en 1975 et 1976.
- Meilleur classement en Coupe du Monde Combiné : 10e en 1975 et 1976 à Bad Gastein  Autriche.
- 0 succès en course.